# Кашкадарья (посёлок)
Кашкадарья (узб. Qashqadaryo/Қашқадарё) — посёлок городского типа в Кашкадарьинской области Узбекистана. Административно подчинён городу Карши. В посёлке расположена одноимённая железнодорожная станция (узел линий на Бухару, Карши и Самарканд).
Указом Президиума Верховного Совета Узбекской ССР от 31 января 1978 года населённый пункт Шайхали Касанского района Кашкадарьинской области отнесен к категории городских поселков с присвоением ему наименования — Кашкадарья.

## Население
| 1979 | 1989 |
| ---- | ---- |
| 3202 | 4647 |